# Planorbella ammon
Planorbella ammon är en snäckart som först beskrevs av Gould 1855.  Planorbella ammon ingår i släktet Planorbella och familjen posthornssnäckor. Inga underarter finns listade i Catalogue of Life.